# تيد أوبراين (سياسي)
تيد أوبراين (بالإنجليزية: Ted O'Brien)‏ هو سياسي أسترالي، ولد في 7 مايو 1974 في بريزبان في أستراليا. حزبياً، نشط في الحزب الوطني الليبرالي في كوينزلاند والحزب الليبرالي الأسترالي. وقد انتخب عضو مجلس النواب الأسترالي عن دائرة Division of Fairfax ‏ (2 يوليو 2016 – ).